# Nieuwpoortmolen
De Nieuwpoortmolen of de windmolen van Oombergen is een voormalige windmolen aan de straat Nieuwpoortmolen in Oombergen, deelgemeente van de Belgische stad Zottegem. Al in 1408 was hij eigendom van de heren van kasteel Oombergen. In januari van dat jaar bouwde Ida van Oyenberghe de houten staakmolen. In de overeenkomst staat: eenen wintmeulen te doen stellen up theerscip van Oomberghe. Mogelijk ging aan deze molen zelf een oudere molen vooraf, want bijvoorbeeld in 1389 was er al sprake van het 'meulen velt'. De molen bleef eeuwenlang eigendom van de heren van Oombergen. In 1790, kort voor de Franse Tijd, was de molen in handen van Constantin de Preud'homme d'Hailly de Nieuport, burggraaf van Nieuwpoort en Oombergen. De Nieuwpoortmolen ontleent aan die familie zijn naam. Andere minder gangbare namen zijn Puttekensmolen en Gangmolen (vernoemd naar molenaarsfamilies, respectievelijk Van de Putte en De Cang). 'De molen (van) de Cang' werd verbasterd tot 'de Gangmolen'. Op 20 mei 1911 brandde de molen af door een blikseminslag en werd hij vervangen door een stenen exemplaar, dat tot 1949 als molen in bedrijf was. In 1950 werden het Engels kruisysteem, het gietijzeren onderaandrijfwerk en de molenstenen overgebracht naar de molen Ter Claere in Sint-Denijs. Vanaf 1983 werd de molenromp verbouwd tot woning, sinds 2004 is het een vakantiewoning.

## Afbeeldingen

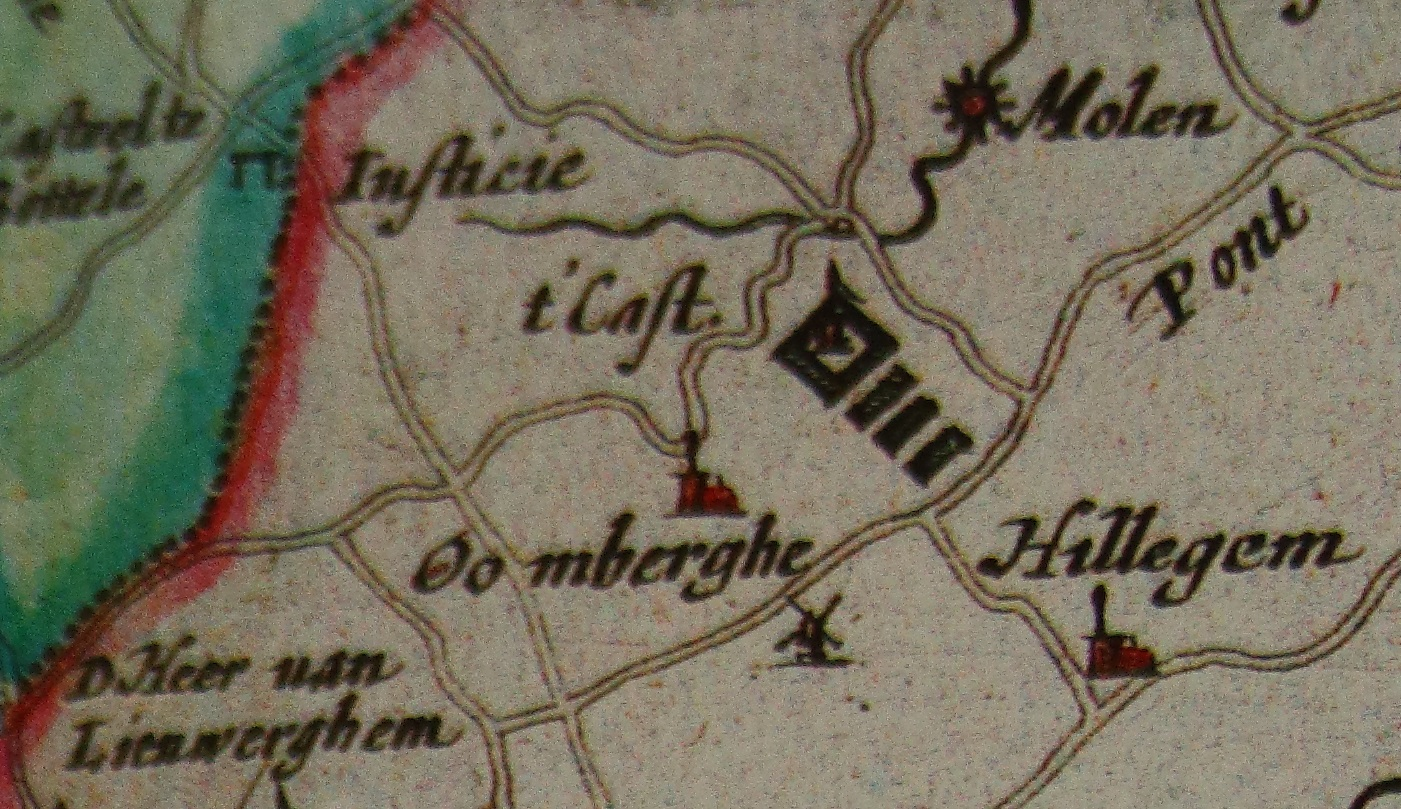
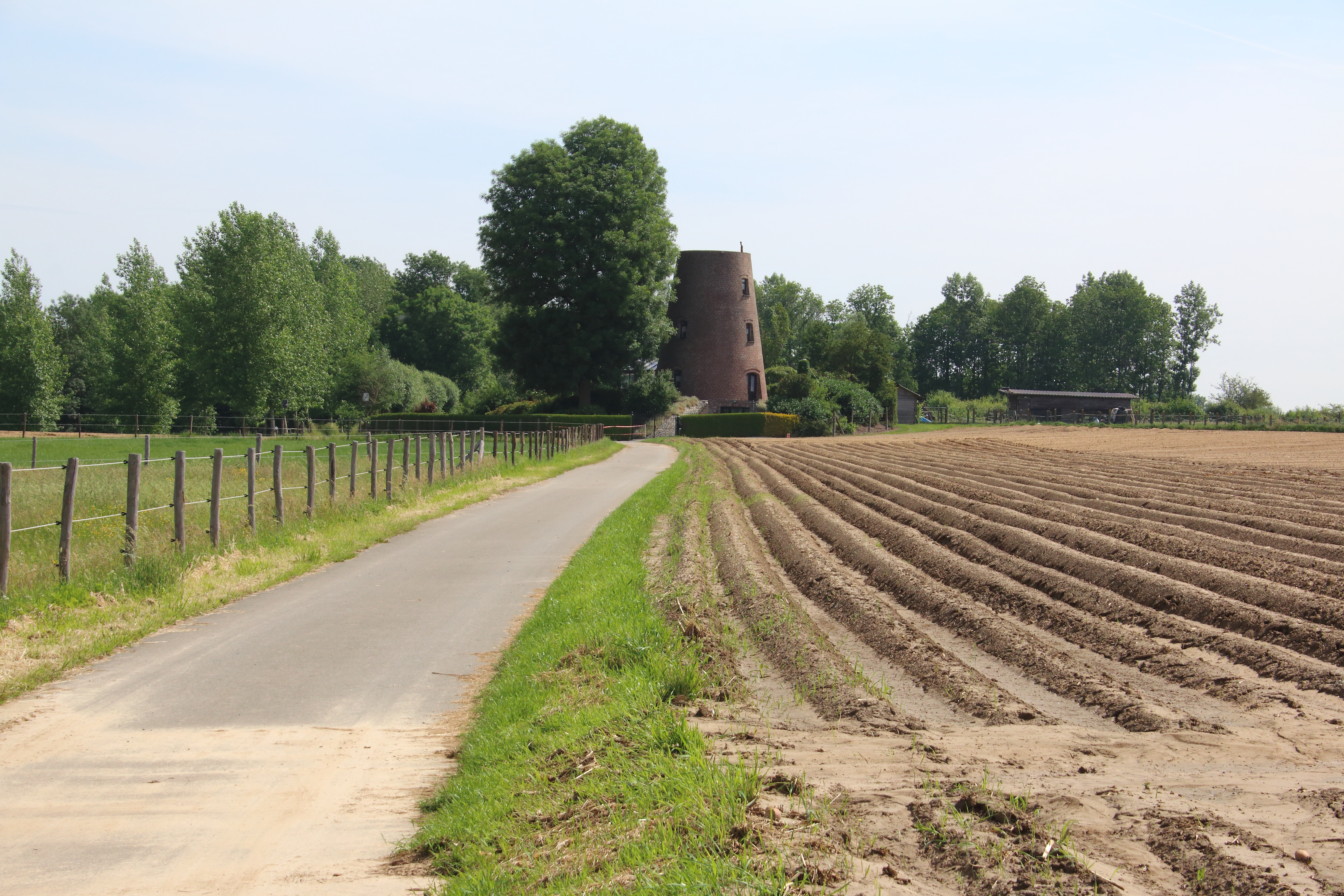
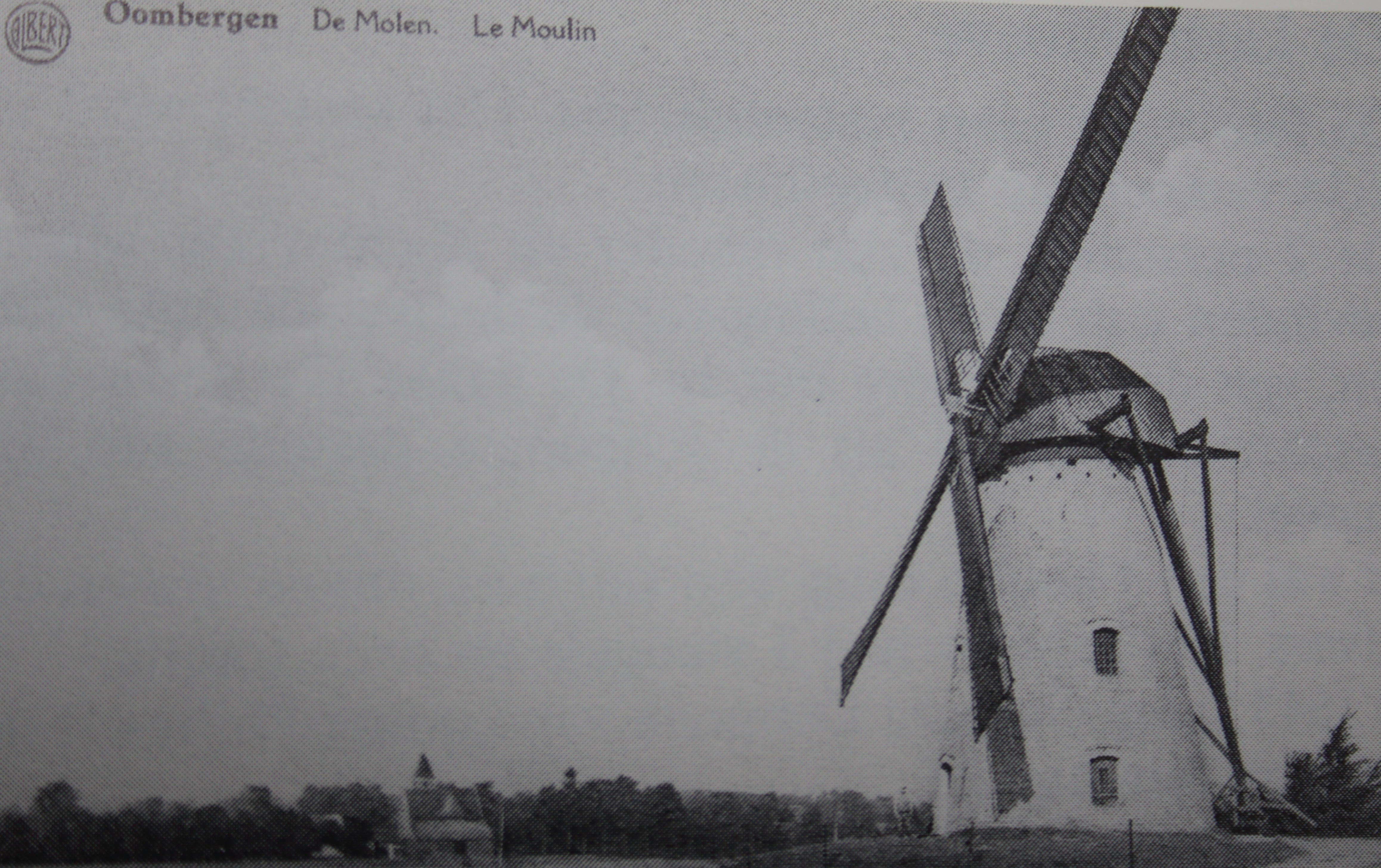
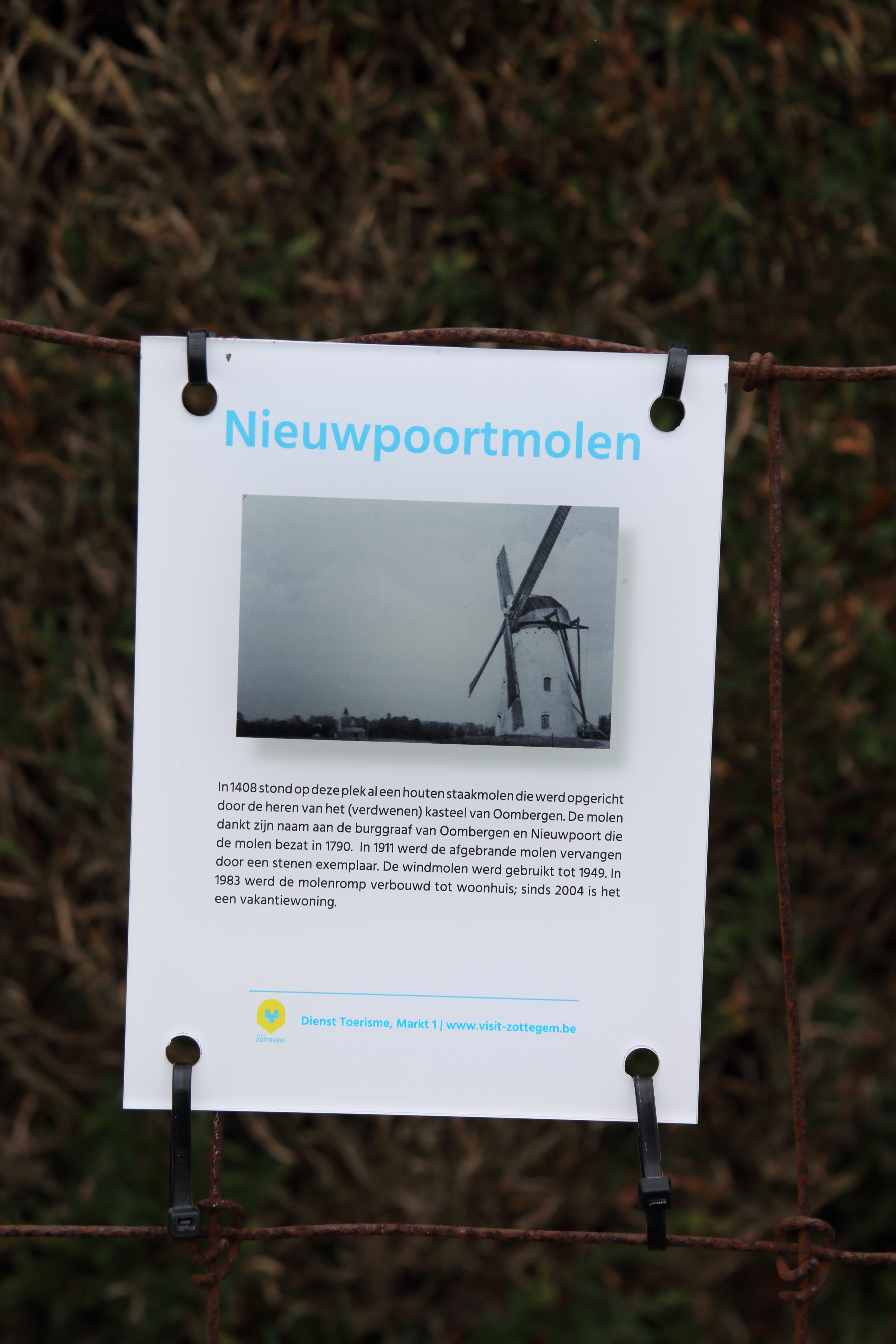
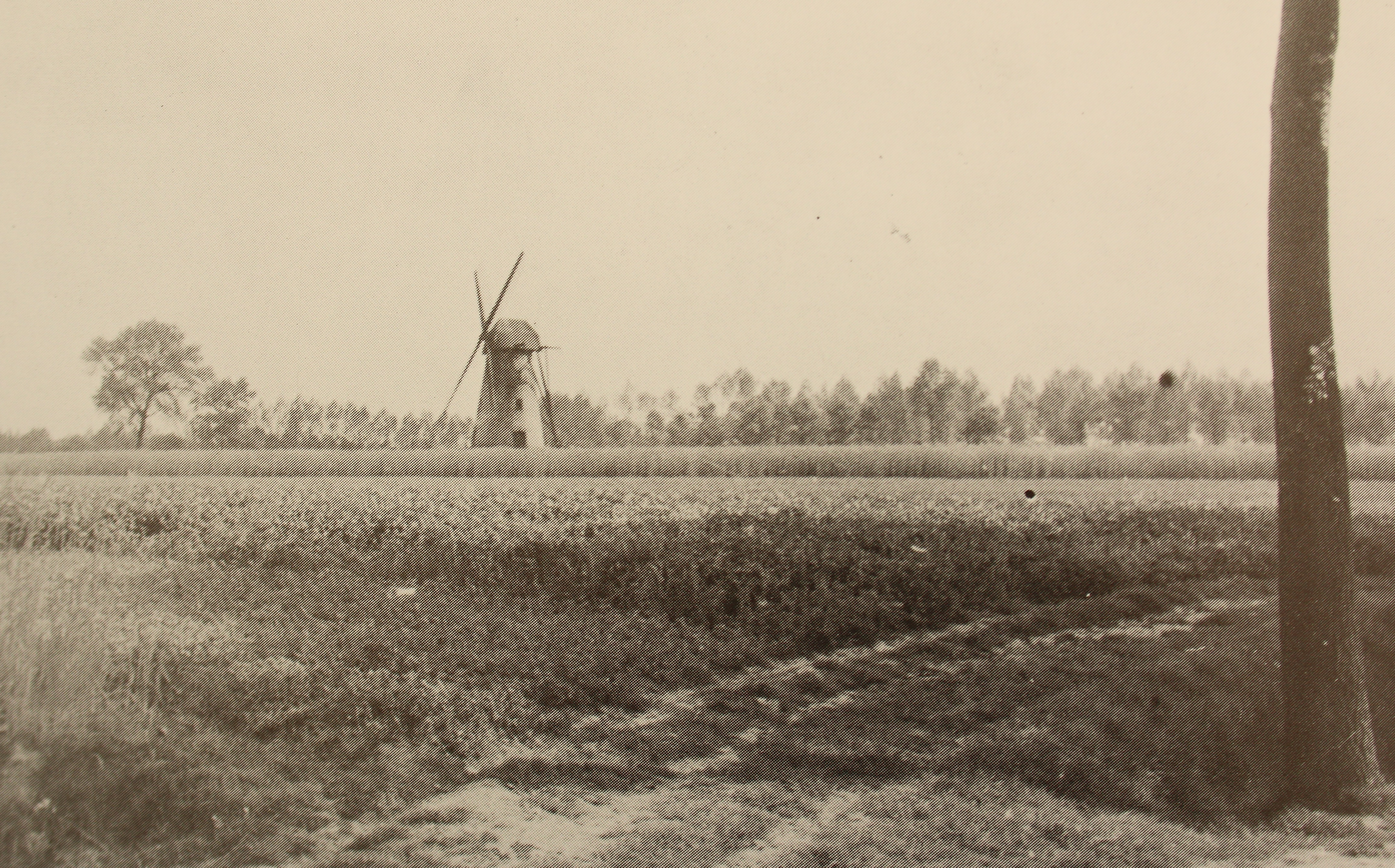
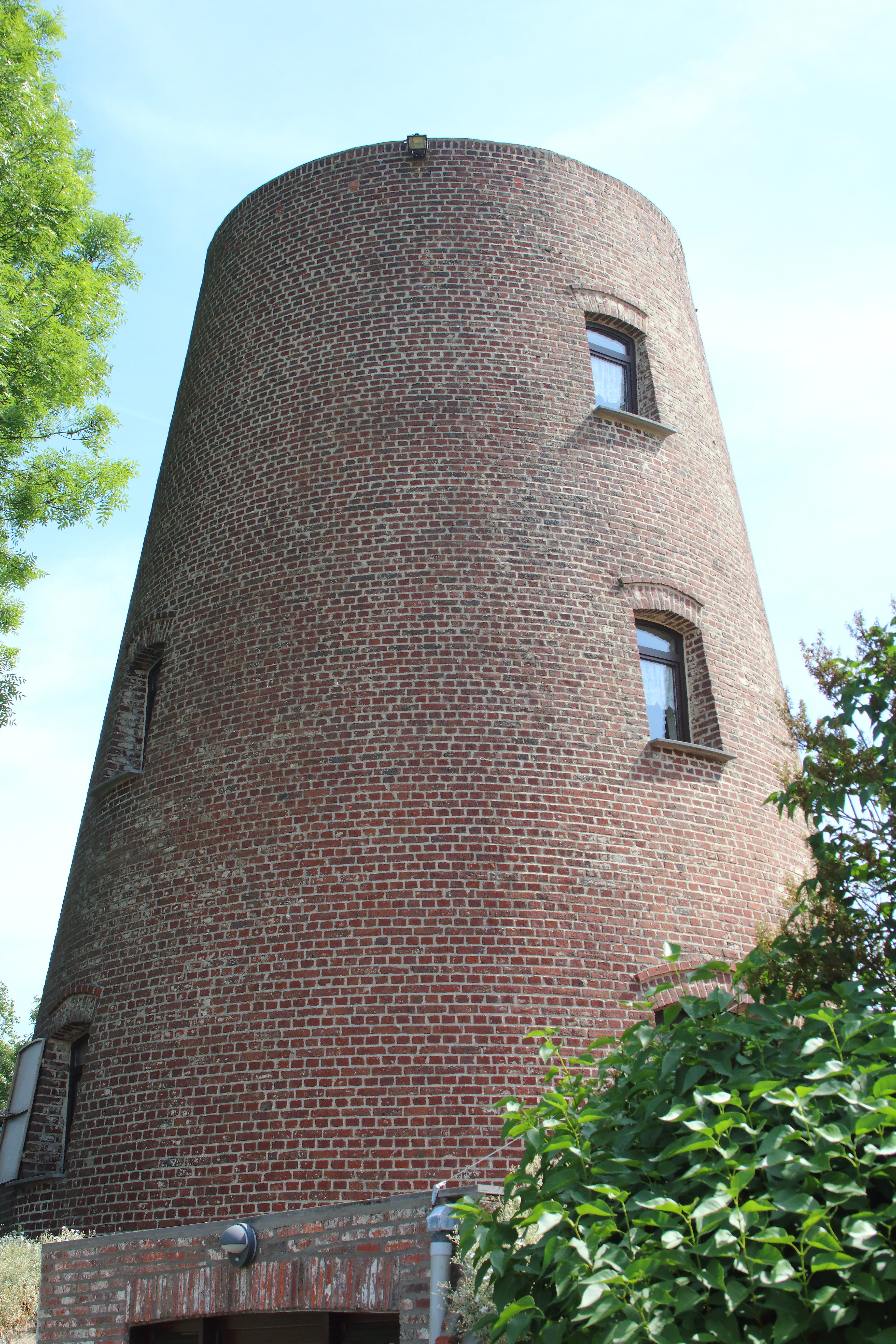